# Celestino Endrici
Celestino Endrici (Don, 14 marzo 1866 – Trento, 29 ottobre 1940) è stato un arcivescovo cattolico italiano, tra il 1904 e il 1940, prima vescovo e poi arcivescovo di Trento.

## Biografia

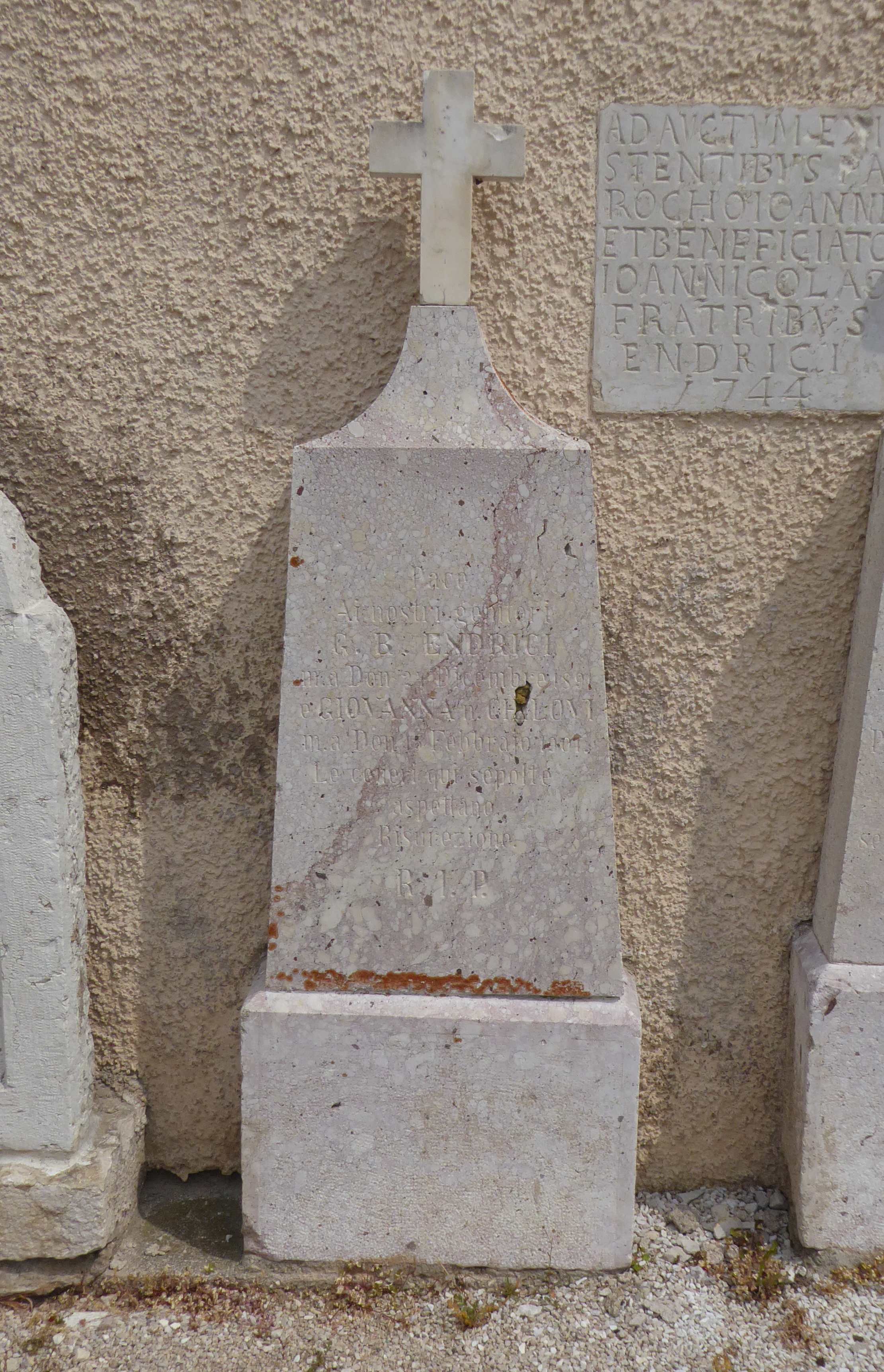
La lapide dei genitori di Celestino Endrici nel vecchio cimitero di Don

Nacque a Don, in Val di Non, provincia del Tirolo nell'allora Impero d'Austria. Figlio di una famiglia numerosa e di benestanti contadini, di origini nobili; i genitori erano Giovanni Battista Endrici e Giovanna Chilovi.
Frequentò l'Imperial Regio Liceo di Trento poi studiò filosofia e teologia alla Pontificia Università Gregoriana di Roma. Fu ordinato sacerdote il 28 ottobre 1891. Tornò in Trentino nel 1892, prima a Cles, poi a Trento. Dal 1896 insegnò teologia morale al seminario di Trento. Contribuì alla nascita dell'Azione Cattolica in Trentino.
L'11 ottobre 1903 morì il vescovo di Trento Eugenio Carlo Valussi. La scelta spettava all'Imperatore d'Austria Francesco Giuseppe, che nominò Endrici il 3 gennaio 1904, guardando anche al fatto che sosteneva una certa separazione fra Chiesa e politica. Questi fu confermato dal Papa il 6 febbraio, fu consacrato il 13 marzo dal cardinale Rafael Merry del Val e il 19 marzo prese possesso della diocesi.
Fra i suoi collaboratori ebbe monsignor Guido de Gentili e Alcide De Gasperi, che nominò nel 1905 direttore del giornale La Voce cattolica (dal 1906 Il Trentino). In seguito cominciò a sentire il problema della nazionalità, e lo scoppio della prima guerra mondiale lo mise in una posizione delicata. Il 1º marzo 1916 si ritirò nella villa di S. Nicolò, dove fu confinato. Fu poi trasferito a Vienna e poi nell'Abbazia di Heiligenkreuz.

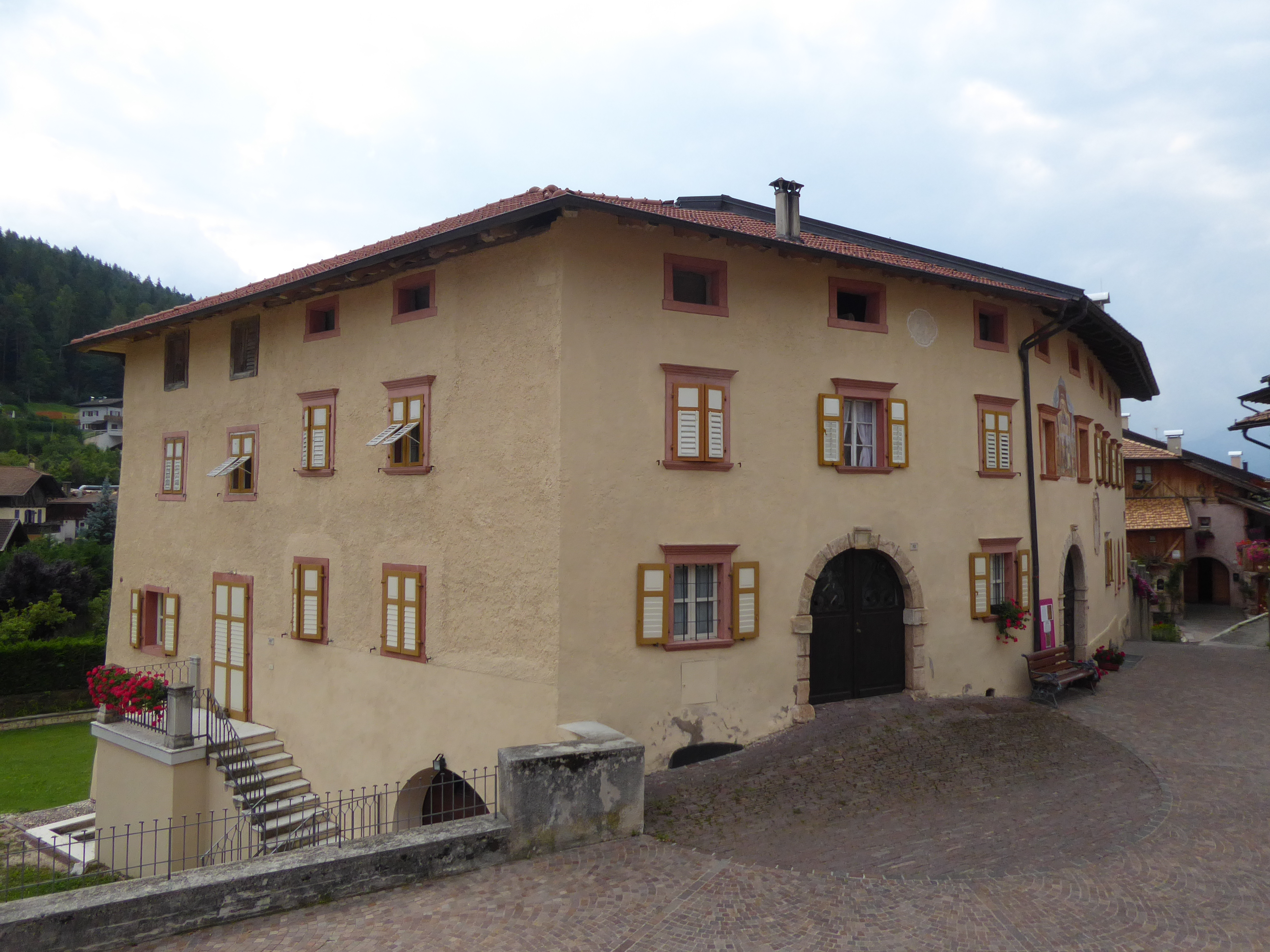
Casa Endrici a Don, casa natale dell'arcivescovo

Finita la guerra, tornò a Trento il 13 novembre 1918. Dopo l'annessione all'Italia del Trentino-Alto Adige propose la cessione dei dieci decanati di lingua tedesca alla diocesi di Bressanone, che però non avvenne a causa dell'opposizione italiana. Fra il 1921 e il 1924 attraversò un periodo di malattia. Nel 1928 aiutò De Gasperi, perseguitato dal Fascismo, ad essere assunto presso la Biblioteca Apostolica Vaticana. Nello stesso anno officia la benedizione del Monumento alla Vittoria voluto dal Fascismo a Bolzano, essendo peraltro già stato presente alla posa della prima pietra nel 1926. Nel giugno 1929 la diocesi di Trento diventò sede arcivescovile, e Endrici diventò quindi arcivescovo. Ebbe un attacco cardiaco nel 1934 e la sua azione pastorale ne risentì. Mori nel 1940, dopo lo scoppio della seconda guerra mondiale.

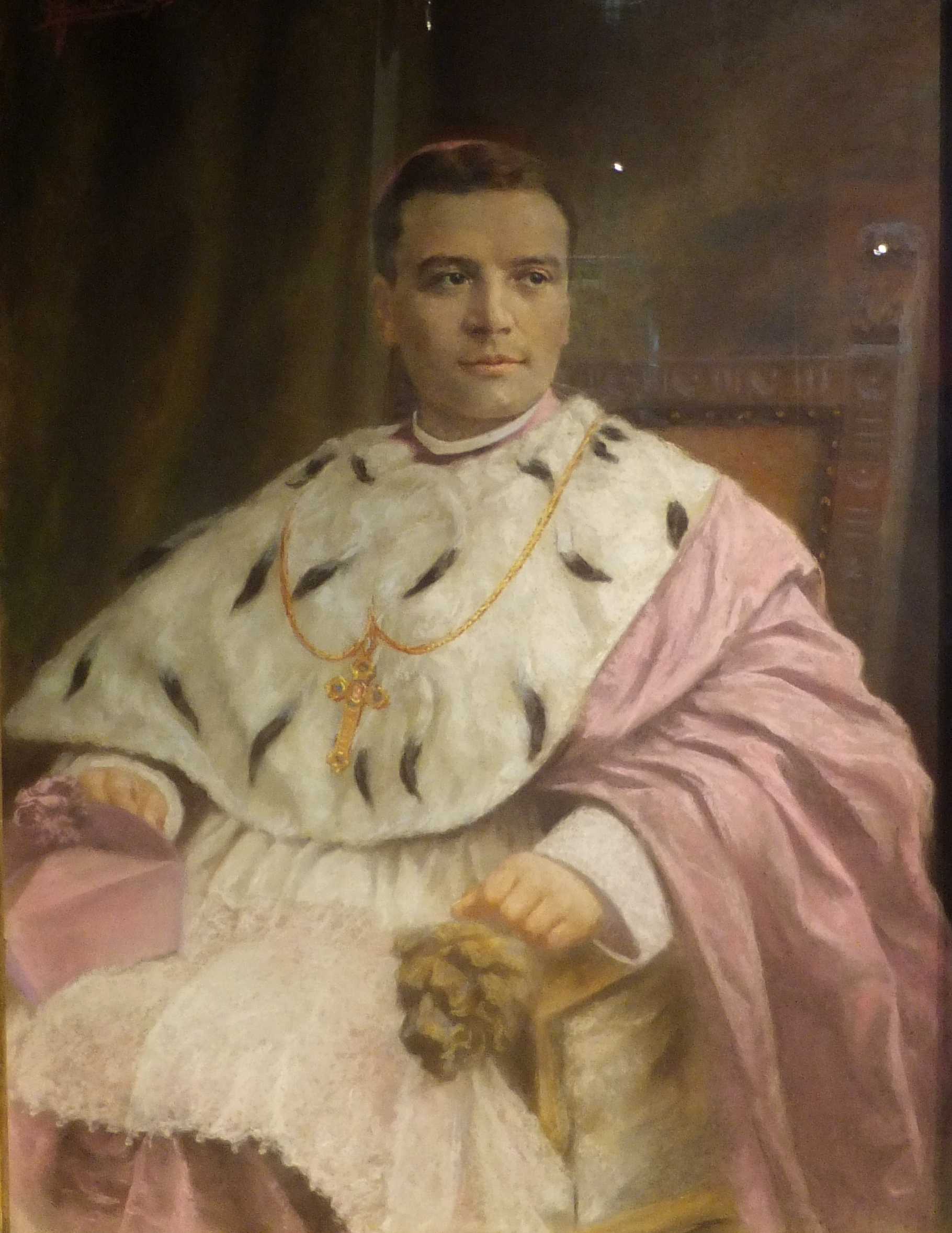
Ritratto di monsignor Endrici realizzato nel 1905 da Giovanni Battista Chiocchetti (Moena 1843 - Trento 1917)

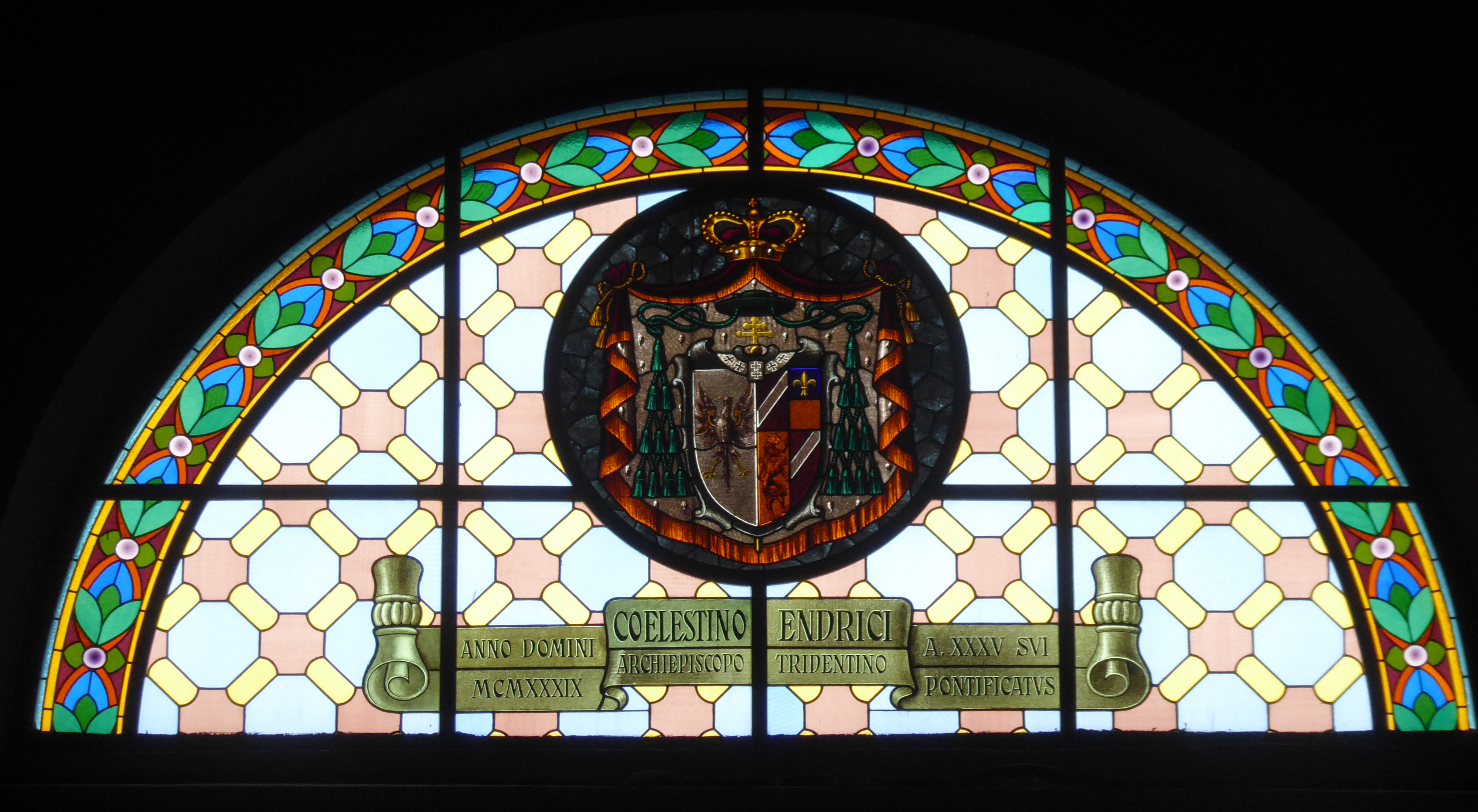
Stemma vescovile di Celestino Endrici in una vetrata a lunetta della chiesa di Santa Brigida di Don

Gli sono dedicate una via a Trento, dietro il seminario diocesano (dove si trova il Collegio Arcivescovile a lui intitolato), e a Don, suo paese natale.

## Genealogia episcopale
La genealogia episcopale è:
- Cardinale Scipione Rebiba
- Cardinale Giulio Antonio Santori
- Cardinale Girolamo Bernerio, O.P.
- Arcivescovo Galeazzo Sanvitale
- Cardinale Ludovico Ludovisi
- Cardinale Luigi Caetani
- Cardinale Ulderico Carpegna
- Cardinale Paluzzo Paluzzi Altieri degli Albertoni
- Papa Benedetto XIII
- Papa Benedetto XIV
- Papa Clemente XIII
- Cardinale Bernardino Giraud
- Cardinale Alessandro Mattei
- Cardinale Pietro Francesco Galleffi
- Cardinale Giacomo Filippo Fransoni
- Cardinale Carlo Sacconi
- Cardinale Edward Henry Howard
- Cardinale Mariano Rampolla del Tindaro
- Cardinale Rafael Merry del Val y Zulueta
- Arcivescovo Celestino Endrici